# Blüthner
Blüthner – fabryka fortepianów i pianin uruchomiona przez Juliusa Blüthnera jesienią 1853 r. w Lipsku.

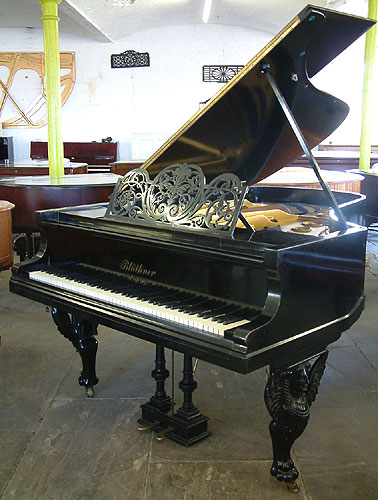
Fortepian Blüthner

## Historia
Jesienią 1853 r. po uzyskaniu zgody od władz miejskich Lipska, Julius Blüthner uruchomił swoją firmę. Wynajął warsztat w zachodniej części miasta, gdzie wraz z trzema czeladnikami przygotował produkcję.
Gdy jego pracownicy przychodzili do pracy na 6. rano, Blüthner pracował już od 2 godzin, zostawał też w pracy do późnych godzin wieczornych. W pierwszym roku działalności powstało 10 instrumentów. Po zakończeniu prac nad pierwszymi instrumentami, Julius wziął udział w wystawie.
Ekspozycja instrumentów na targach w Merseburgu w 1862 r. była pierwszym krokiem otwierającym rynki międzynarodowe – w tym do wielu nagród, pierwszych miejsc, złotych medali i odznaczeń kolejno otrzymywanych przez firmę (są one wymieniane na płycie rezonansowej każdego instrumentu). Wybór wytwórni Blüthnera na oficjalnego dostawcę na dwór królowej Wiktorii, cesarza Niemiec, sułtana Turcji, cara Rosji i króla Saksonii podkreślał renomę firmy.
Julius Blüthner szybko zrozumiał wagę eksportu, Zjednoczone Królestwo Wielkiej Brytanii było bowiem wielkim rynkiem dla niemieckich instrumentów. Dlatego założył on własne przedstawicielstwo w Londynie, które nadal działa. Powstały również przedstawicielstwa w innych miastach Anglii. Rosnący popyt umożliwił rozbudowę fabryki.
Pierwsza siedziba firmy stała się za mała na salę pokazową, dlatego w 1878 r. przy głównej siedzibie firmy wybudowano salę koncertową. By zwiększyć przestrzeń produkcyjną, w 1888 r. zakupiono ziemię, wybudowano tartak. Popyt na instrumenty stale się zwiększał, głównie w Ameryce Południowej, Australii i krajach południowoazjatyckich.
Pięćdziesięciolecie firmy zostało uczczone w 1903 r., a na jubileusz wydano artystycznie udekorowany skrypt, który do dziś jest cenionym przedmiotem kolekcjonerskim. Do tego roku wyprodukowano około 50 tysięcy instrumentów.
Wymagający ojciec zapewnił swoim synom solidną edukację w dziedzinie tworzenia fortepianów, respektując przy tym ich osobiste zainteresowania. W 1910 r. do firmy dołączali synowie Juliusa. Dr Robert Blüthner po studiach prawniczych zajął się sprzedażą, Max i Bruno pobierali nauki na różnych etapach produkcji instrumentów. Bruno został wysłany do Stanów Zjednoczonych, do czasowej współpracy z firmą Chickering. Po powrocie zajął się konstrukcją i usprawnianiem instrumentów. Max został szefem zespołu menedżerskiego, przejmując odpowiedzialność za proces produkcyjny. Dorastając w pasji i dążeniach do ulepszania instrumentów i odziedziczywszy perfekcjonizm ojca, synowie nadal produkowali instrumenty najwyższej klasy. Ich jakość stała się wzorem dla następnych pokoleń twórców fortepianów.
W czasach zamętu ekonomicznego, 75 lat nieprzerwanego działania dawało podstawy do świętowania. Wydano pamiątkowy katalog i skonstruowano instrument, który później zakupił sułtan Birmy.